# Comuna Seredînți, Șepetivka
Seredînți (în ucraineană Серединці) este o comună în raionul Șepetivka, regiunea Hmelnîțkîi, Ucraina, formată din satele Berezne și Seredînți (reședința).

## Demografie
Componența lingvistică a comunei Seredînți
     Ucraineană (97,19%)
     Rusă (2,6%)
Conform recensământului din 2001, majoritatea populației comunei Seredînți era vorbitoare de ucraineană (97,19%), existând în minoritate și vorbitori de rusă (2,6%).